# Stefanie Gerhold
Stefanie Gerhold (* 1967 in München) ist eine deutsche literarische Übersetzerin und Autorin. Stefanie Gerhold lebt in Berlin.

## Leben
Stefanie Gerhold studierte Romanistik in München. Seit 1997 ist sie als freiberufliche Übersetzerin und Autorin tätig.
Stefanie Gerhold übersetzt literarische Texte spanischer und lateinamerikanischer Autoren; bekannt geworden ist sie vor allem durch ihre Übertragungen der Werke von Max Aub, Elsa Osorio, Antonio Skármeta, Jordi Galceran und Juan Mayorga ins Deutsche.

## Auszeichnungen
- 1997: "Übersetzerpreis der Spanischen Botschaft" in der Kategorie Angehende Übersetzer , für die Übertragung von Gustavo Martín Garzo, Der kleine Erbe
- 2003: "Übersetzerpreis der Spanischen Botschaft" in der Kategorie Erfahrene Übersetzer, für die Übertragung von Max Aubs "Bittere Mandeln" (mit Albrecht Buschmann)
- 2023: "Eurodram"-Preis für die Übersetzung des Stücks Himmelweg von Juan Mayorga

## Werke
Übersetzungen Prosa
- Max Aub: Am Ende der Flucht, Frankfurt am Main 2002 (übersetzt zusammen mit Albrecht Buschmann)
- Max Aub: Bittere Mandeln, Frankfurt am Main 2003 (übersetzt zusammen mit Albrecht Buschmann)
- Max Aub: Blutiges Spiel, Frankfurt am Main 2000 (übersetzt zusammen mit Albrecht Buschmann)
- Max Aub: Nichts geht mehr, Frankfurt am Main 1999 (übersetzt zusammen mit Albrecht Buschmann)
- Max Aub: Die Stunde des Verrats, Frankfurt am Main 2001 (übersetzt zusammen mit Albrecht Buschmann)
- Max Aub: Theater der Hoffnung, Frankfurt am Main 1999 (übersetzt zusammen mit Albrecht Buschmann)
- Elia Barceló: Das Geheimnis des Goldschmieds, München [u. a.] 2004
- Elia Barceló: Das Rätsel der Masken, München [u. a.] 2006
- Elia Barceló: Das schwarze Brautkleid, München [u. a.] 2011
- Elia Barceló: Die Stimmen der Vergangenheit, München [u. a.] 2008
- Marcelo Birmajer: Das argentinische Trio, München 2004
- Marcelo Birmajer: Geschichten von verheirateten Männern, München [u. a.] 2002
- Francisco Casavella: Der Tag des Watussi, Köln 2004
- Francisco Casavella: Verwegene Spiele, Frankfurt am Main 2007
- Horacio Castellanos Moya: Aragóns Abgang, Zürich 2005
- Horacio Castellanos Moya: Der schwarze Palast, Frankfurt, M. 2010
- Santiago Gamboa: Die Blender, Berlin 2005
- Santiago Gamboa: Das glückliche Leben des jungen Esteban, Berlin 2002
- Santiago Gamboa: Verlieren ist eine Frage der Methode, Berlin 2000
- Antonio Gómez Rufo: Die Klagen von Henan, Berlin 1998
- Almudena Grandes: Die wechselnden Winde, Reinbek bei Hamburg 2003 (übersetzt zusammen mit Sabine Giersberg und Petra Strien)
- Manuel de Lope: Fremdes Blut, Stuttgart 2003
- Gustavo Martín Garzo: Der kleine Erbe, Köln 1999
- Elsa Osorio: Die Capitana, Berlin 2011
- Elsa Osorio: Im Himmel Tango, Frankfurt am Main 2007
- Elsa Osorio: Sackgasse mit Ausgang, Berlin 2010
- Ramiro Pinilla: Der Feigenbaum, München 2008
- Ramiro Pinilla: Nur ein Toter mehr, München 2012
- Luis Rafael Sánchez: First Dog, Berlin 2011
- Antonio Skármeta: Mein Vater aus Paris, München 2011
- Antonio Skármeta: Die Tage des Regenbogens, München 2012
- mit Burkhard Richter, Francisco del Rio: Szczesny, "Fiesta". Ein Fest für die Augen. Gustav-Lübcke-Museum, Hamm 2003, ISBN 3-9808881-1-8
- Manuel Vázquez Montalbán: Unmoralische Rezepte, München [u. a.] 2001 (übersetzt zusammen mit Albrecht Buschmann)
- Manuel Vicent: Die Bildersammlerin, München 2002

Übersetzungen Theater
- Max Aub: Ich will keinen Trost von niemandem (Hartmann & Stauffacher Theaterverlag, Köln 2024)
- Guillem Clua: Marburg.
- Laura Fernández: Gegengipfel, DSE Staatstheater Mainz, 2010.
- Jordi Galceran: Die Grönholm-Methode, DSE Staatstheater Karlsruhe, 2005.
- Jordi Galceran: Reden mit Mama, DSE Volkstheater Wien, 2008.
- Jordi Galceran: Karneval, DSE Theater Wechselbad Dresden, 2007.
- Jordi Galceran: Cancun, DSE Theater Tiefrot Köln, 2009.
- Jordi Galceran: Burundanga. Das Wahrheitsserum (Verlag Felix Bloch Erben, frei zur DSE).
- Jordi Galceran: Adieu, Herr Minister, DSE Staatstheater Darmstadt, 2013.
- Juan Mayorga: Darwins Schildkröte (Pegasus Verlag, frei zur DSE).
- Juan Mayorga: Der Junge aus der letzten Reihe (Verlag Hartmann & Stauffacher,  DSE Staatstheater Wiesbaden, 2014).
- Juan Mayorga: Der Kartograf (Hartmann & Stauffacher, frei zur DSE)
- Juan Mayorga: Die Kunst des Interviews (Hartmann & Stauffacher, DSE Altes Kino, St. Gallen/Mels, 2018).
- Juan Mayorga: Himmelweg (Hartmann & Stauffacher, frei zur DSE)
- Mariano Pensotti: La Marea/Die Gezeiten, Hebbel am Ufer, Berlin 2007.
- Jaime Salom: Les demoiselles d'Avignon, DSE Landestheater Altenburg, 2007.
- Paco Zarzoso: Zwischenräume (Pegasus Verlag, frei zur DSE).

Eigene Werke
- Come Back. Hörspiel. Deutschlandradio, Kultur. 2013 (Ursendung 27. Februar 2013). Regie: Simona Ryser
- Weit reisende Geschichten, im Kapitel 8: "Literaturübersetzer und ihre Autoren – Übersetzen als Kunst", in Souveräne Brückenbauer. 60 Jahre Verband der Literaturübersetzer. Für den Verband deutschsprachiger Übersetzer literarischer und wissenschaftlicher Werke, VdÜ, Hg. Helga Pfetsch. Sonderheft Sprache im technischen Zeitalter, SpritZ. Böhlau Verlag, Köln 2014, ISBN 978-3-412-22284-0 ISSN 0038-8475 S. 292–298
- Das Lächeln der Königin. Roman. Galiani, Berlin 2024, ISBN 978-3-86971-298-7.